# Chromis circumaurea
Chromis circumaurea är en fiskart som beskrevs av Pyle, Earle och Greene 2008. Chromis circumaurea ingår i släktet Chromis och familjen Pomacentridae. Inga underarter finns listade i Catalogue of Life.